# RING
RING — болгарский спортивный телеканал, созданный в 1998 году группой профессиональных тележурналистов и спортсменов во главе с легендарным футболистом Валентином Миховым. Входит в состав медиагруппы bTV Media Group. В рейтинге спортивных телеканалов никогда не занимал лидирующую позицию, однако вскоре уступил её каналу «bTV Action».

## Краткая история
Ранее телеканал был одним из самых рейтинговых спортивных каналов Болгарии. Был известен под именами Телевизия Ринг, Ринг +, Ринг Плюс, RTV, Ринг ТВ, RING.BG и bTV Sports (последнее название было временным), современное название утверждено 18 августа 2015. С осени 2012 года вещает в HD-формате, 1 октября 2013 включён во второй мультиплекс цифрового телевидения Болгарии (MUX 2).

## Хронология названий телеканала
Интересно, что за время своего существования телеканал много раз менял своё название и логотип, хотя со временем менял своё название 7 раз. 
| Название канала | Год       |
| --------------- | --------- |
| Телевизия Ринг  | 1998—1999 |
| Ринг +          | 1999—2000 |
| Ринг Плюс       | 2000—2002 |
| RTV             | 2002—2005 |
| Ринг ТВ         | 2005—2009 |
| RING.BG         | 2009      |
| bTV Sports      | 2009—2015 |
| RING            | 2015—     |

## Транслируемые соревнования
RING занимается трансляцией как олимпийских видов спорта, так и не входящих в олимпийскую программу.

### Футбол
- Чемпионат Болгарии по футболу (группа А и группа Б)
- Чемпионат Англии по футболу (Чемпионшип)
- Чемпионат Аргентины по футболу (Примера Дивизион)
- Чемпионат Италии по футболу (Серия А)
- Чемпионат Нидерландов по футболу (Эредивизие)
- Чемпионат Португалии по футболу (Лига Сагреш)
- Чемпионат России по футболу (Российская футбольная Премьер-Лига)
- Чемпионат Франции по футболу (Лига 1)
- Кубок Футбольной лиги Англии, показывался до 2012 года
- Лига чемпионов УЕФА (с перерывом в 2010-2012 годах)
- Лига Европы УЕФА
- Чемпионат Европы по футболу среди женщин
- Чемпионат мира по футболу среди женщин

### Волейбол
- Чемпионат Италии по волейболу (Серия А-1)
- Кубок Италии по волейболу

### Гольф
- US Masters
- Volvo World Match Play Championship

### Боевые искусства
- Бокс
- Турниры MMA
- Канадская борьба
- Силовое многоборье

### Другие виды спорта
- Автогонки Формула-1
- Автогонки Формула 3000
- Теннисный Кубок Дэвиса
- Баскетбольная Евролига
- Чемпионат мира по регби
- Спортивные танцы
- Турниры по бадминтону и сквошу
- Всемирные интеллектуальные игры

## Технология вещания
Вещание RING доступно через кабельные сети, цифровое эфирное вещание и интернет-технологию IPTV, а также через спутники Astra 1G, Intelsat 12 и Hellas Sat 2.